# Seul contre tous
Seul contre tous és una pel·lícula d'art de drama psicològic francesa del 1998 escrita i dirigida per Gaspar Noé com a debut com a director, i protagonitzada per Philippe Nahon, Blandine Lenoir, Frankye Pain i Martine Audrain . La pel·lícula, centrada en diversos dies clau en la vida d'un carnisser que s'enfronta a l'abandonament, l'aïllament, el rebuig i l'atur, va ser el primer llargmetratge del director i és una seqüela del seu curtmetratge' de 1991 Carne.

## Argument
La pel·lícula s'obre revelant la història del carnisser (a qui no se li dona cap altre nom) presentada en una narració que juga sobre un muntatge de fotografies fixes. Orfe de jove, va ser abusat sexualment per un sacerdot. D'adolescent, sense l'oportunitat d'estudiar i aprendre la professió que escollia, abraça de mala gana la carrera d'un carnisser especialitzat en carn de cavall, feina mal vista aleshores a França.
Després de diversos anys de treball dur, finalment obre la seva pròpia carnisseria mentre la seva xicota dona a llum una filla. Quan la dona s'adona que el nadó no és un nen, deixa el pare jove sol amb la nena. Abraçant-ho com el destí, el Carnisser decideix fer-se càrrec de la seva filla. A mesura que el pare solter és consumit per la solitud, comença a ser sobreprotector i desenvolupa sentiments incestuosos per la seva filla. Un dia, quan veu sang a la seva faldilla, creu que ha estat violada i apunyala l'home que creu que és el responsable, només per descobrir que era sang menstrual. És condemnat a presó i obligat a vendre la seva botiga a un carnisser musulmà mentre la seva filla problemàtica és enviada a una institució.
A la presó, el carnisser té relacions sexuals amb un company de cel·la i, quan és alliberat, promet oblidar el que va passar. Troba feina fent de cambrer per a la dona propietària de la taverna de la qual era client habitual. Comencen a sortir i aviat ella es queda embarassada. Quan comencen a fer plans per al seu futur junts, ella ven el seu negoci i es traslladen al nord de França, on diu que li comprarà una carnisseria.
Allà, però, es fa enrere de la seva promesa, la qual cosa l'obliga a treballar com a vigilant nocturn en una residència d'avis. Durant la seva feina, coneix una infermera jove i atenta que és tot el contrari de la seva vella i gelada mestressa. Després que ell i la infermera presencien la mort d'un pacient gran, el Carnisser pensa en la falta d'afecte al llarg de la seva vida, des de l'orfenat fins a una vida amb una mestressa indiferent que abusa del poder que té sobre ell a causa dels seus diners. Quan la seva mestressa l'acusa injustament d'haver tingut una aventura amb la infermera, la colpeja diverses vegades al ventre, potser matant el seu fill no nascut, abans de fugir del lloc amb una pistola.
Decideix tornar a París, on lloga la mateixa habitació flophouse on va concebre la seva filla i comença a buscar feina com a carnisser de carn de cavall. Malauradament, a causa dels gustos canviants dels clients durant la seva estada a la presó, el mercat de la carn de cavall s'ha ensorrat. Malgrat la seva paciència, les seves entrevistes de feina acaben constantment en rebuig. Amplia la seva recerca de feina però es considera poc qualificat pel que fa a la carnisseria general, cosa que l'obliga a començar de nou per la base.
Comença a mirar fora del seu camp, però com més amplia les seves cerques, més desesperat es torna i més humiliants es tornen les entrevistes de feina. Quan recorre als seus antics amics per demanar consell, també el rebutgen. Després de ser rebutjat en un escorxador que abans va fer negocis amb la seva botiga, el carnisser decideix matar el gerent de l'escorxador. Planteja l'assassinat en una taverna local, però és expulsat del bar a punta de pistola després de barallar-se amb el fill del propietari. El carnisser descobreix que només té tres bales a la seva arma i comença a assignar-les als homes que creu que l'han humiliat més.
Abans que pugui venjar-se, el Carnisser decideix buscar l'única persona que sent que l'ha estimat mai: la seva filla. Després de conèixer-la al manicomi on és pacient, la porta de tornada a la seva habitació on fantaseja amb molestar-la, matar-la i suïcidar-se. Aleshores decideix guardar la seva pistola, decidint ser bo, i abraça amb llàgrimes a la seva filla. De nou, però, comença a contemplar tenir relacions sexuals amb ella de la mateixa manera que ho va fer amb la seva mare.
Dempeus davant d'una finestra, treu la cremallera de la jaqueta de la seva filla i comença a grapejar-la. Mentre maltracta la seva filla, el Carnisser, entre pensaments cada cop més incoherents, intenta justificar el seu acte afirmant que el món no condemna el seu amor perquè és dolent sinó perquè és massa poderós.

## Repartiment
- Philippe Nahon com el carnisser
- Blandine Lenoir com la seva filla, Cynthia
- Frankye Pain com la seva mestressa
- Martine Audrain com la seva sogra
- Roland Guéridon com el seu vell amic
- Aïssa Djabri com a Dr. Choukroun
- Gérard Ortega com a propietari del bar
- Alain Pierre com el fill del propietari
- Zaven com l'home amb moralitat

## Producció
La pel·lícula va ser produïda per Les Cinémas de la Zone, una productora dirigida pel director Noé i la seva xicota Lucile Hadžihalilović. Va ser rodat en una combinació inusual de pel·lícula de 16 mm i el format CinemaScope. La gravació es va dur a terme esporàdicament durant un període de dos anys i mig, amb freqüents problemes de pressupost. La dissenyadora de moda agnès b. finalment va concedir un préstec que Noé diu que va salvar la seva productora. El truc de tenir un text d'advertència abans del clímax de la història es va prendre en préstec d' Homicides, pel·lícula de William Castle de 1961.
Segons una entrevista del 2010, a Noé se li va ocórrer la idea del personatge del carnisser després d'una conversa que va mantenir amb el seu pare quan era adolescent. Noé, nascut a l'Argentina, viatjava per primera vegada a la França natal de la seva mare, i en aterrar a París, el seu pare es va girar cap a ell i li va dir: "Aquí mengen cavalls" (en referència al consum francès de carn de cavall, inèdita a l'Argentina). Aleshores Noé va decidir que un carnisser de carn de cavall faria un gran personatge en una pel·lícula, i això va ser la base del seu primer curt Carne.

## Estil
La major part del guió de la pel·lícula consisteix en el monòleg interior del Carnisser, parlat en veu en off.
La càmera sol estar estacionària al llarg de la pel·lícula, però aquesta tendència de vegades es contrasta amb moviments bruscos i ràpids. Els moviments sobtats sempre van acompanyats d'un efecte sonor fort, generalment un tret explosiu. Una excepció notable és el tret de grua final, que s'allunya suaument de la finestra del Carnisser i gira per mirar cap a un carrer buit.
La pel·lícula es retalla amb freqüència amb targetes de títol que mostren una varietat de missatges. Les cartes sovint repeteixen una paraula notable pronunciada pel Carnisser, com ara "Moral" i "Justícia". En el clímax de la pel·lícula, una targeta de títol "Avís" compta enrere 30 segons, ofereix als espectadors l'oportunitat de deixar de mirar i evitar la resta de la pel·lícula.

## Connexions de pel·lícules
La pel·lícula és una seqüela del curtmetratge de Noé Carne. El carnisser també fa un cameo al començament d' Irréversible, el seguiment de Noe a Seul contre tous. En un monòleg borratxo, el carnisser revela que va ser arrestat per abusar de la seva filla.

## Reconeixements
- Premi Setmana Internacional de la Crítica al 51è Festival Internacional de Cinema de Canes
- Premi al millor guió per Gaspar Noé al XXXI Festival Internacional de Cinema Fantàstic de Catalunya.[3]
- Selecció oficial dels festivals de cinema Telluride, Toronto, Nova York, Rotterdam, San Francisco, Sundance.
- Seleccionada com a pel·lícula preferida per John Waters per presentar-la com la seva selecció anual dins el Maryland Film Festival 2003.